# ミーガン・カヴァナー
ミーガン・カヴァナー（Megan Cavanagh,  1960年11月8日 - ）は、アメリカ合衆国の女優、声優である。

## 来歴
1960年、イリノイ州シカゴに生まれる。もともとはシカゴを拠点として活動するコメディ劇団「New Age Vaudeville」に所属する女優として活動していた。
その後、1992年にトム・ハンクスとジーナ・デイヴィスが共演した女子野球のコメディ映画『プリティ・リーグ』で劇場映画デビューを果たす。同作品では、煌びやかな女子野球チームで一人浮く根暗なチームメンバーをコミカルに演じた。それ以降も、コメディ映画を中心に映画女優としてのキャリアを築いており、テレビドラマなどへの出演も多くこなしている。またテレビアニメシリーズやアニメ映画などにおいても声優としても出演しており、『ドラえもん のび太と緑の巨人伝』の英語吹替え版へも参加した。主に脇役ではあるが個性派女優としての地位を確固たるものにしている。

## 出演作品

### 映画
- プリティ・リーグ Pretty League (1992)
- ロビン・フッド/キング・オブ・タイツ Robin Hood: Men in Tights (1993)
- Murder of Innocence (1993)
- アイ・ラブ・トラブル I Love Trouble (1994)
- ジュニア Junior (1994)
- レスリー・ニールセンのドラキュラ Dracula: Dead and Loving It (1995)
- クリスティーナ・リッチ/誘拐騒動 ニャンタッチャブル That Darn Cat (1997)
- 大富豪、大貧民 For Richer or Poorer (1997)
- Meet the Deedles (1998)
- テッド Ted (1998)
- ピンク・ピンク・ライン The Thin Pink Line (1998)
- A Walk in the Park (1999)
- The Expendables (1999) ※テレビ映画
- Bug (2002)
- Wasabi Tuna (2003)
- Raising Genius (2004)
- デンジャラス・ビューティー2 Miss Congeniality 2: Armed and Fabulous (2005)
- ビッグスタン Big Stan (2007)
- Scrooge & Marley (2012)
- Girltrash: All Night Long (2014)

### アニメ映画
- ジミー・ニュートロン 僕は天才発明家! Jimmy Neutron: Boy Genius (2001)
- The Jimmy Timmy Power Hour (2004)
- Jimmy Neutron: Win, Lose and Kaboom (2004)
- Jimmy Neutron: Attack of the Twonkies (2005)
- The Jimmy Timmy Power Hour 2: When Nerds Collide (2006)
- The Jimmy Timmy Power Hour 3: The Jerkinators! (2006)
- ドラえもん のび太と緑の巨人伝 (2008) ※英語吹替え版

### テレビドラマ
- プリティ・リーグ A League of Their Own (1993)
- Bob (1993)
- ハリウッド・ナイトメア Tales from the Crypt (1994)
- フレンズ Friends (1994)
- Brotherly Love (1995)
- ロザンヌ Roseanne (1996)
- Life's Work (1997)
- ER緊急救命室 ER (1997)
- Home Improvement (1998 - 1999)
- Smart Guy (1999)
- ふたりは友達? ウィル&グレイス Will & Grace (2000)
- ザ・ボールド・アンド・ザ・ビューティフル The Bold and the Beautiful (2002)
- ボストン・パブリック Boston Public (2002)
- ザ・ホワイトハウス The West Wing (2002)
- John Doe (2003)
- Exes & Ohs (2006 - 2009)
- Winx Club: Beyond Believix (2012, 2013)

### テレビアニメ
- The Real Adventures of Jonny Quest (1996 - 1997)
- The Adventures of Jimmy Neutron: Boy Genius (2002 - 2006)
- Tak & the Power of Juju (2007 - 2008)
- The Mighty B! (2008 - 2009)
- バーンヤード Back at the Barnyard (2009)
- カーズ・オン・ザ・ロード Cars on the Road (2022)

### テレビゲーム
- エバークエスト2 EverQuest II (2004)
- スタートレック Star Trek (2013)